# Brännan
Brännan is een plaatsaanduiding binnen Zweden. Ongeveer 125 plaatsen hebben Brännan als naam meegekregen. Het kan daarbij gebeuren dat de naam zelfs binnen één gemeente meerdere keren voorkomt. Bijvoorbeeld binnen de gemeente Luleå zijn er vijf Brännans. Geen van de plaatsen is groot genoeg om genoemd te worden in de lijst (2005) van steden en stadjes (tätort). Slechts één dorp heeft zoveel inwoners dat het op de lijst van småorts (ook 2005) voorkomt.